# サルバドール・ダリ

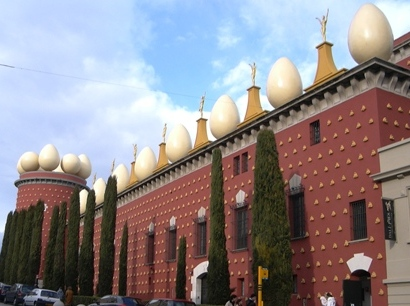
フィゲーラスのダリ劇場美術館

サルバドール・ダリ（Salvador Dalí カタルーニャ語: [səɫβəˈðo dəˈɫi] スペイン語: [salβaˈðoɾ ðaˈli]、初代ダリ・デ・プブル侯爵 Marqués de Dalí de Púbol（es）、1904年5月11日 - 1989年1月23日）は、スペイン・フィゲーラス出身の画家である。シュルレアリスムの代表的作家として知られる。フルネームはカタルーニャ語でサルバドー・ドメネク・ファリプ・ジャシン・ダリ・イ・ドメネク（Salvador Domènec Felip Jacint Dalí i Domènech）。スペイン語ではサルバドール・ドミンゴ・フェリペ・ハスィント・ダリ・ドメネク（Salvador Domingo Felipe Jacinto Dalí Doménech）となるが、1977年以後はスペイン語とカタルーニャ語を混ぜたものを利用し始めた。
妻は詩人ポール・エリュアールの元妻、ガラ・エリュアール＝ダリ。

## 生涯
ダリは1904年5月11日、スペインのカタルーニャ地方フィゲーラスで、裕福な公証人サルバドール・ダリ・イ・クシ（Salvador Dalí i Cusí）（1872〜1950）の息子として生まれた。母親フェリパ（旧姓ドメネク・フェレス）（1874〜1921）も富裕な商家出身で、一族は自らをユダヤ系の血筋と信じている。ダリには幼くして亡くなった兄がいて、同じ「サルバドール」という名が付けられていた。これは少年ダリに大きな心理的影響を与えた。
少年時代から絵画に興味を持ち、パブロ・ピカソの友人であった画家のラモン・ピショット（en:Ramon Pichot）から才能を認められた。1922年、マドリードの王立サン・フェルナンド美術アカデミーに入学し、フェデリコ・ガルシーア・ロルカ（詩人）、ルイス・ブニュエル（映画監督）と知り合った。ブニュエルとは、1928年にシュルレアリスムの代表的映画『アンダルシアの犬』を共同制作した。
ダリは教授を批判し学生の反乱を指導したとして、1923年にアカデミーから処分を受けた。
1925年、マドリードのダルマウ画廊で最初の個展を開いた。
1927年、パリに赴き、パブロ・ピカソ、トリスタン・ツァラ、ポール・エリュアール、ルイ・アラゴン、アンドレ・ブルトンら、シュルレアリスムの中心人物たちと面識を得た。
1929年夏、ポール・エリュアールが妻とともにカダケスのダリを訪ねた。これが後にダリの妻となるガラ・エリュアールとの出会いであった。ダリとガラは強く惹かれ合い、1934年に結婚した。
王立サン・フェルナンド美術アカデミーの学生時代には、印象派やキュビスムなどの影響も受けていたが、シュルレアリスムに自分の進む道を見出し、1929年に正式にシュルレアリスト・グループに参加した。ダリは1938年にグループから除名されたが、その理由はダリの「ファシスト的思想」が、アンドレ・ブルトンの逆鱗に触れたからであった。1939年にはブルトンはダリの作品が商業的になっていくのをからかって、"Avida Dollars"「ドルの亡者」というあだ名をダリに与えた（これはSalvador Dalíのアナグラムであり、音声的にはフランス語"avide à dollars"「ドルをむさぼる」と同音である）。しかしダリの人気は非常に高かったため、グループを除名されたあとも国際シュールレアリスム展などに必ず招待された。
ダリは自分の制作方法を「偏執狂的批判的方法（Paranoiac Critic）」と称し、写実的描法を用いながら、多重イメージなどを駆使して夢のような風景画を描いた。またバロックを代表する画家ヨハネス・フェルメールを高く評価していた。著書の中で、ほかの画家を採点したとき、フェルメールに最高点をつけている。「アトリエで仕事をするフェルメールを10分でも観察できるならこの右腕を切り落としてもいい」と述べたこともあった。第二次世界大戦後はカトリックに帰依し、ガラを聖母に見立てた宗教画を連作した。ガラはダリのミューズであり、支配者であり、又マネージャーであった。
第二次世界大戦中は戦禍を避けてアメリカ合衆国に移住したが、1948年にスペインに帰国。ポルト・リガト（en:Port Lligat）に居を定めて制作活動を行った。

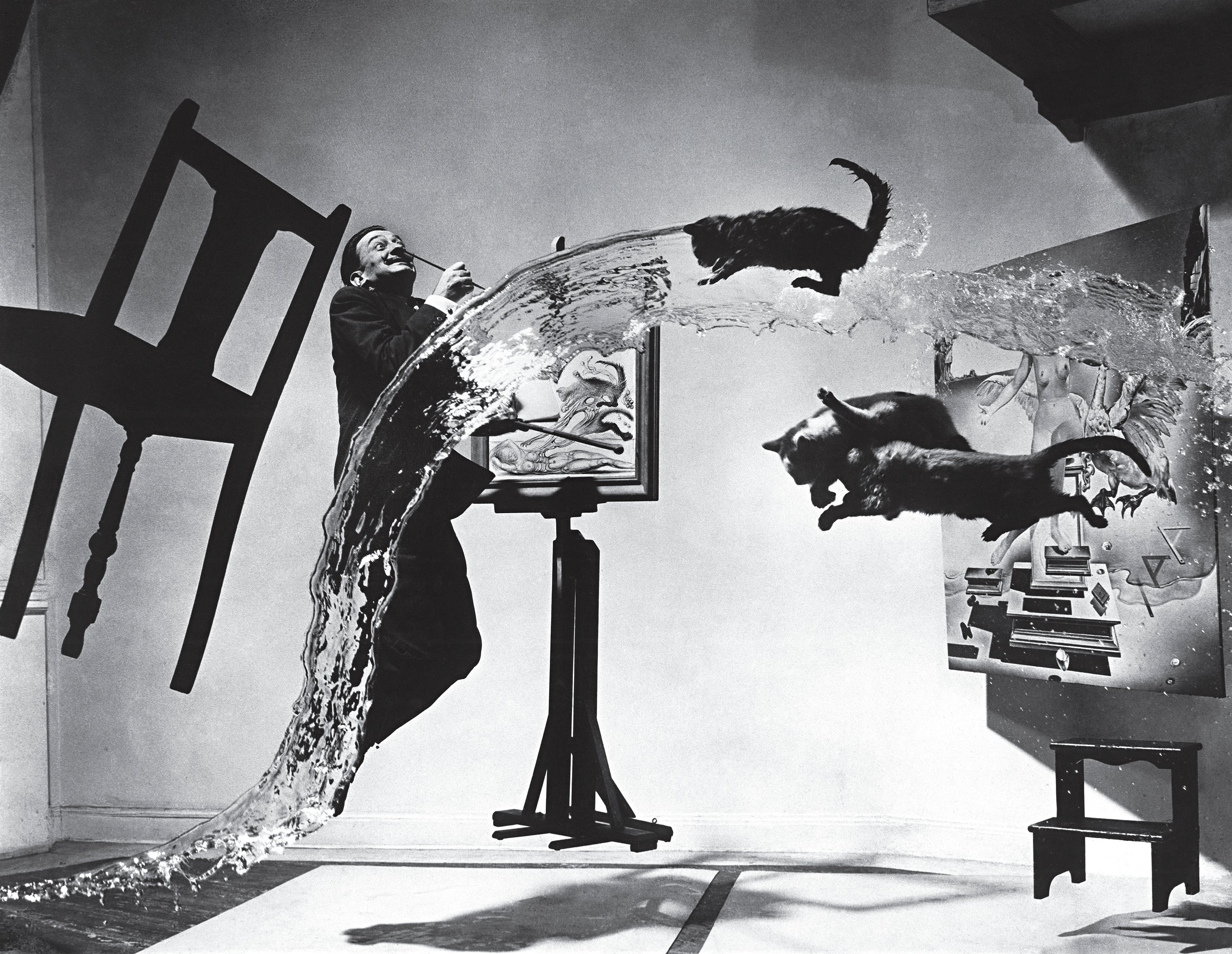
フィリップ・ハルスマン撮影『
ダリ・アトミクス』（1948年）

1964年イサベル・ラ・カトリカ大十字勲章を受章した。
1982年にガラが死去すると、「自分の人生の舵を失った」と激しく落ち込み、ジローナのプボル城に引きこもった。
1983年5月を最後に絵画制作をやめている。
1984年には寝室でおきた火事でひどい火傷を負い、フィゲラスに移った。
1989年にフィゲラスのダリ劇場美術館（en:Dalí Theatre and Museum）に隣接するガラテアの塔で心不全により死去。84歳没。

## エピソード

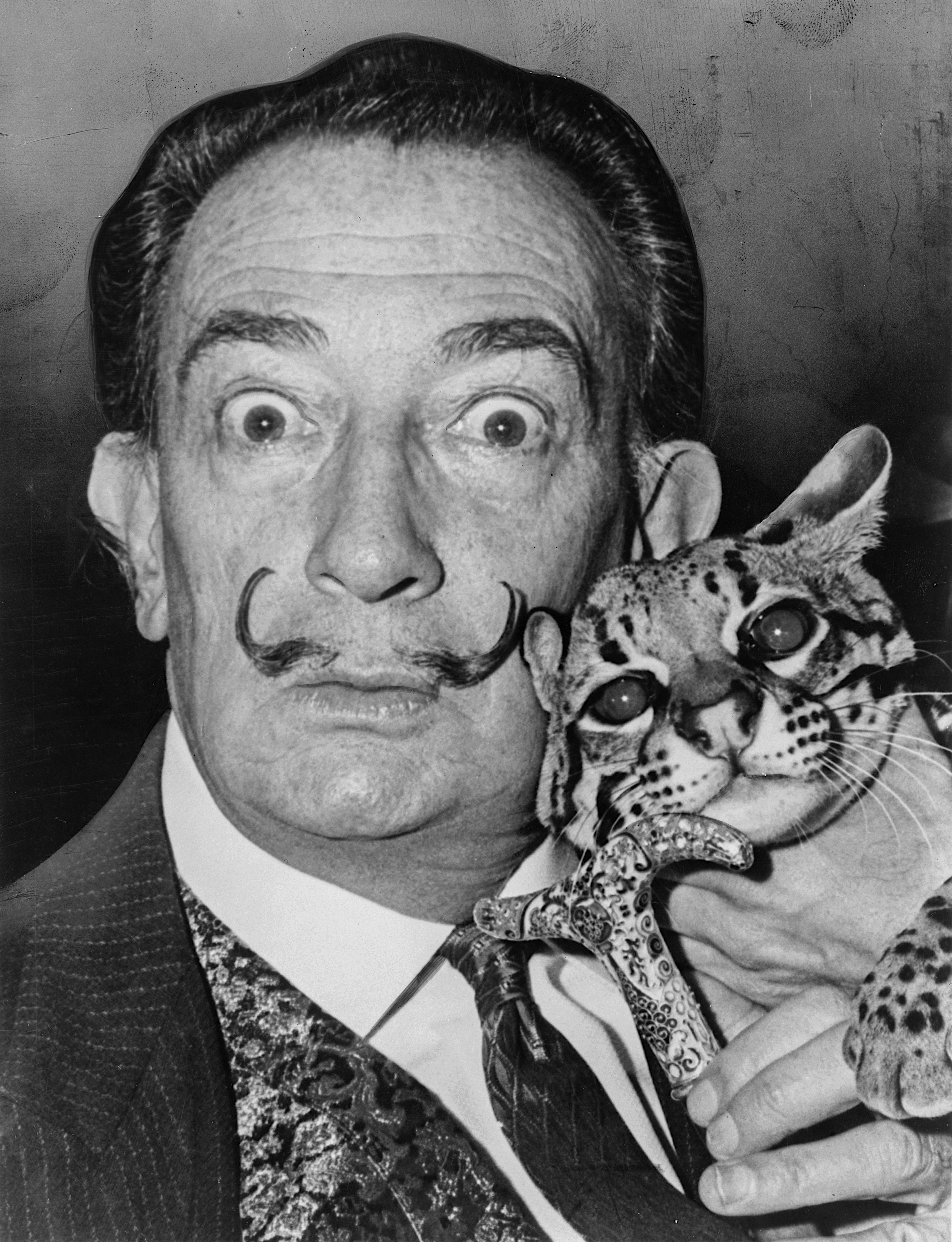
ダリ（1965年）ペットのオセロットと

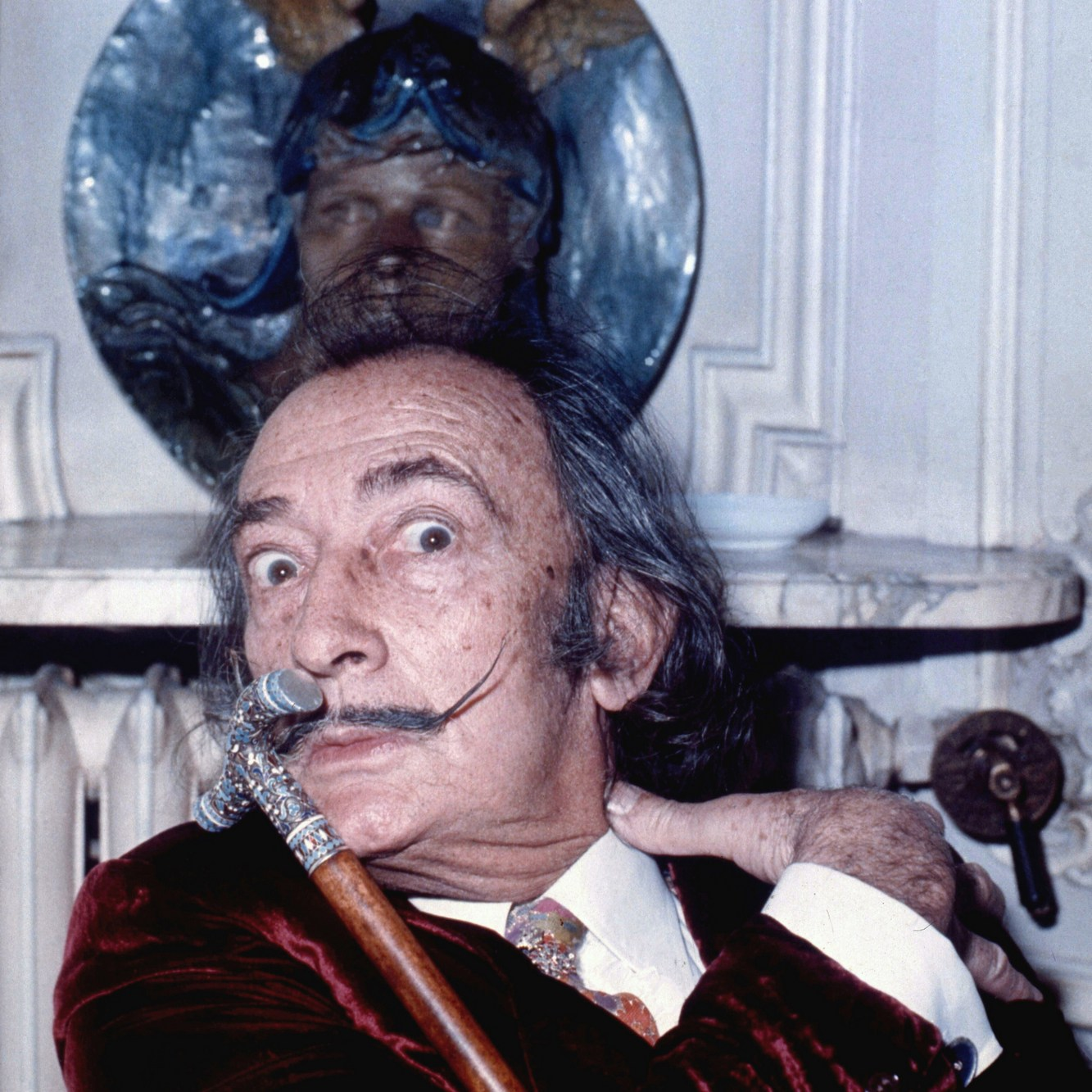
ダリ（1972年）

- 川添象郎と加橋かつみがフランスへ、ロック・ミュージカル「ヘアー」を見に行った際、加橋がたまたま出会った青年の連れが、ダリであったという[7]。
- ダリは自作に対し、「ダリの作品は誰にもわからない。ダリにもわからない」と述べている[8]。
- 科学に興味を持っており、異なる分野の科学者が討論する会議を主催したり、学会のポスターを制作するなどした。これらはドキュメンタリー映画「ダリ ―科学を追い求めた生涯」としてまとめられている。特に当時最先端のDNAに関心を示し、「ガラ酸とダリ酸のデオキシリボ核酸」という作品を残している。発見者の1人であるジェームズ・ワトソンは自伝「二重らせん」の表紙を依頼するため面会したことがある[9]。
- 実際には、ダリは根っからの奇人というわけではなく、本当に親しい友人の前では非常に繊細で気くばりの行きとどいた常識人だったとされている。つまり彼のこうした「アート」は現実世界と対峙するための鎧のようなものであり、顕示される自己が必ずしもダリ本人そのものではないことは重要である。
- 絵画だけではなく彫刻やオブジェなど、さまざまな作品を残した。展示場の玄関先に置かれていたオブジェがその奇抜さからごみ収集車に回収され行方がわからなくなるというトラブルに見舞われたこともある。2004年はダリの生誕100年に当たり、世界各地で展覧会が開かれた。
- ダリは、1936年に制作した『茹でた隠元豆のある柔らかい構造（内乱の予感）』がスペイン内戦を予言したと称し「完全なダリ的予言の例」として文字通り自画自賛している。ほかにも自己顕示的で奇妙な言動は多く、講演会で潜水服を着て登壇したはいいが、酸素供給がうまくいかずに死にかけたことがある（1936年、ロンドン）。象に乗って凱旋門を訪れたり、また「リーゼントヘア」と称してフランスパンを頭に括りつけて取材陣の前に登場するなど、マスコミに多くのネタを提供した。また、パブロ・ピカソら同時代の芸術家たちからも大きな反感を買っていた独裁者フランシスコ・フランコ（ピカソには『フランコの夢と嘘』などの作品がある）を公然と支持するなど、政治的な意味での奇行もあった。
- ダリはペットとして「Babou」という名前のオセロットを飼っていたことがある。またアリクイを飼っていたこともある。
- また、上記のブルトンのあだ名とは裏腹に金銭には無頓着であり、資産管理は全てガラに一任し、貧しい時期も知人のために借金をしたりしていた。そのため、ガラの死後は一転して借金が膨らみ財団が設立されることとなった。
- 自伝『わが秘められた生涯』には、若い頃、鉛筆と紙を買いに出たのに魚屋に行ってしまったとか、地下鉄の乗り方・降り方を知らず、友人が先に降りていってしまったとき泣き出したなどのエピソードが書かれている。

- 世界ひげコンテスト（英語版） - トレードマークの髭にちなんだダリ髭という部門がある。

### 遺体の発掘
ダリは、生前「偉大な天才には並みの子どもが生まれる。私はこの経験を味わいたくない。」と述べ、暗に婚外子の存在を否定していた。しかし、2000年代に入るとダリと使用人との間に生まれた娘だと主張するスペイン人女性が出現。2017年には、スペインの裁判所が女性の求めに応じ遺体発掘を指示、実際に墓を開きダリの毛髪や歯からDNA検体の採取が行われた。同年9月6日、ダリ財団は、DNA鑑定の結果、女性の主張が否定されたと発表した。

## 主な作品
- 1922年キャバレーの情景 （英語版）（福島県諸橋近代美術館）
- 1926年 パン籠
- 1929年 大自慰者（El gran masturbador）
- 1931年 記憶の固執（柔らかい時計）（La persistència de la memòria）
- 1930年 不可視のライオン、馬、眠る女
- 1933年 ミレーの≪晩鐘≫の古代学的回想
- 1936年 燃えるキリン
- 1936年 茹でた隠元豆のある柔らかい構造（内乱の予感）
- 1936年 秋の人肉食[11]
- 1936年 ロブスター・テレフォン
- 1937年 眠り (El somni)
- 1937年 ナルシスの変貌
- 1938年 果てしない謎（L'enigme sense fi）
- 1944年 目覚めの直前、柘榴のまわりを一匹の蜜蜂が飛んで生じた夢（英語版）
- 1945年 パン籠（恥辱よりは死を！）[12]
- 1947年 ビキニの3つのスフィンクス[13]
- 1948年 象（ダリ）（英語版）
- 1950年 ポルト・リガトの聖母[14]
- 1964年 蝶と葡萄の風景
- 1965年 "ポップ、オップ、月並派、大いに結構"と題する作品の上に、反重力状態でいるダリを眺めるガラ、その画面には冬眠の隔世遺伝の状態にあるミレーの晩鐘の悩ましげな二人の人物が認められ、前方にひろがる空は、全宇宙の集中するペルピニャン駅のまさに中心で、突如としてマルトの巨大な十字架に変形するはずである
- 1969年 チュッパチャプス（商品デザイン）
- 1969 - 1979年 fr:Collection Clot（彫刻）
- 1972年 ラ・トワール・ダリグラム（ファッションや革製品のデザイン画）
- 1980年 宇宙象（彫刻）[15]
- 1984年 時間のプロフィール（彫刻）

## ギャラリー

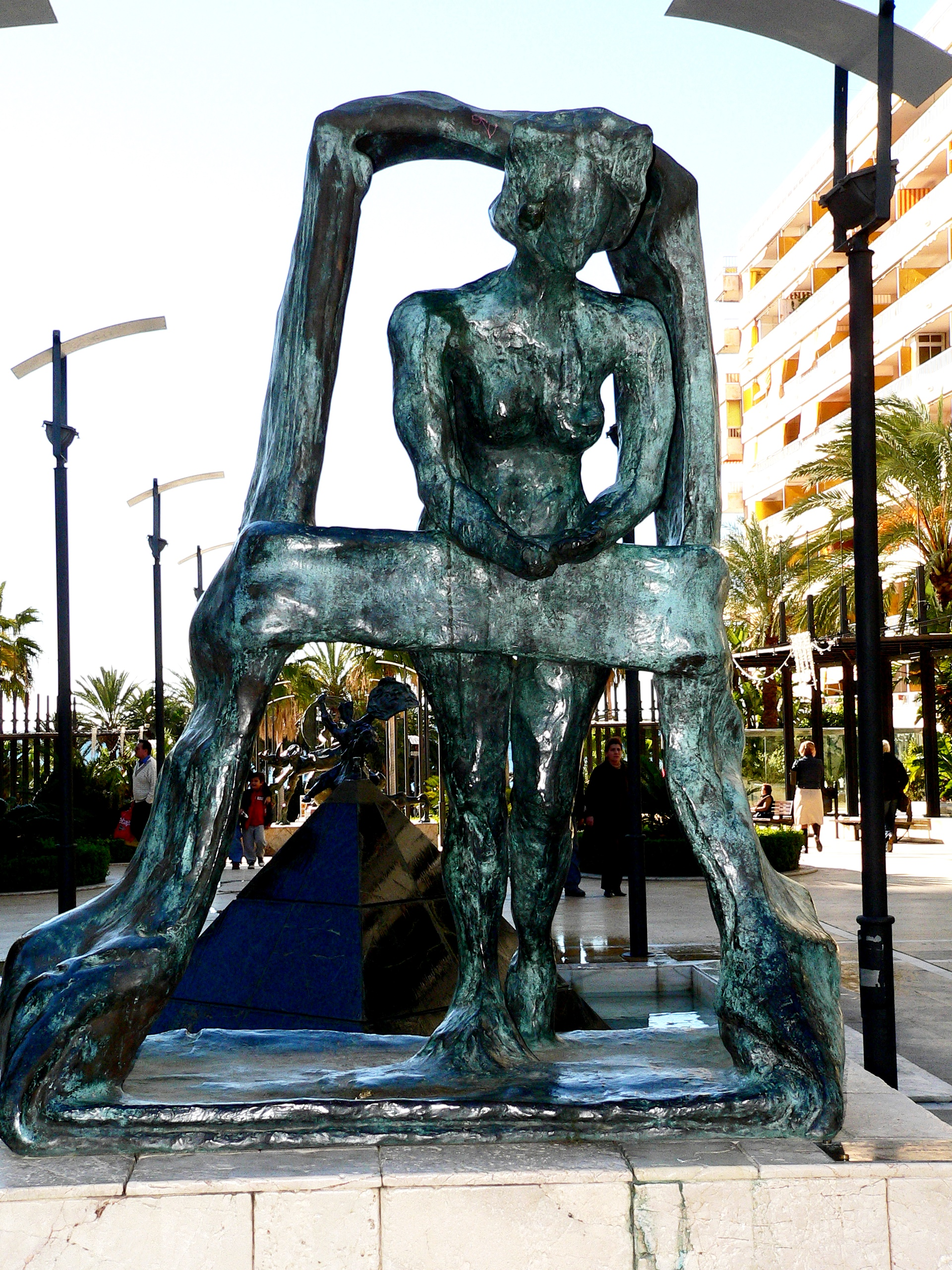
窓の中のガラ(1933)
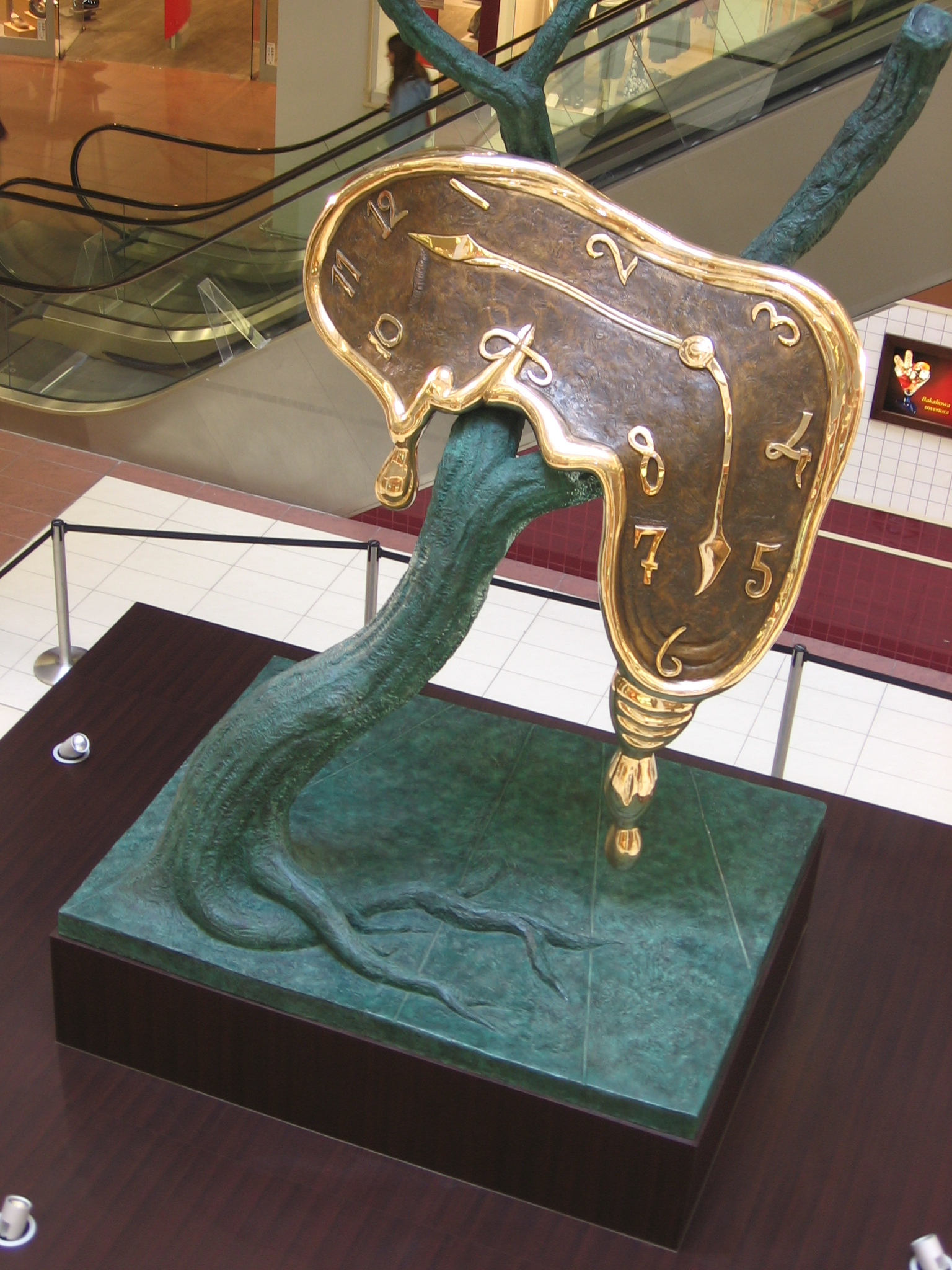
時間のプロフィール(1984)
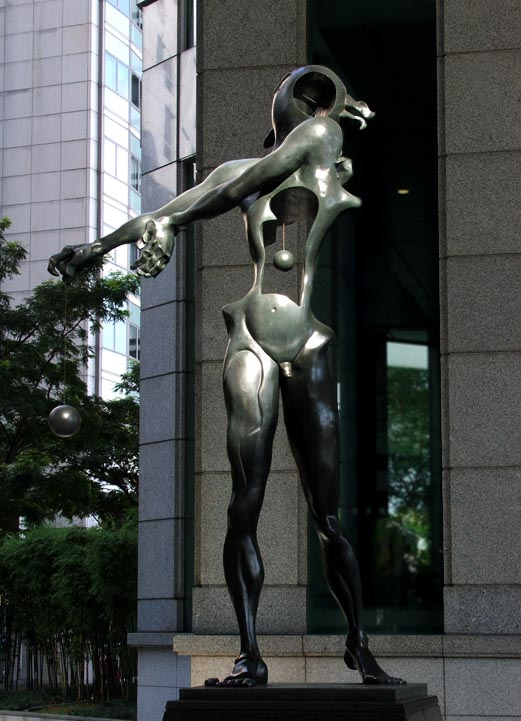
ニュートンへの敬意(1985)

## 書籍
- Carré d'Art (Salvador Dali), Jean-Pierre Thiollet, Anagramme Ed., 2008. ISBN 978-2-35035-189-6
- ロバート・ラドフォード『ダリ 岩波世界の美術』、岡村多佳夫訳、岩波書店、2002年、ISBN 978-4-00-008930-2
- 『ダリ 西洋美術の巨匠3』 岡村多佳夫解説、小学館、2006年、ISBN 978-4-09-675103-9
- 『ダリ回顧展 生誕100年記念』、岡村多佳夫監修、朝日新聞社・フジテレビジョン、2006年
- 村松和明『ダリをめぐる不思議な旅』ラピュータ、2010年、ISBN 978-4-947752-92-5
- ロベール・デシャヌル/ジル・ネレ『ダリ全画集』、TASCHEN、新版2009年。ISBN 978-4-88783-376-0
- ドミニク・ボナ『ガラ 炎のエロス』、岩切正一郎訳、筑摩書房、1997年。ISBN 978-4-480-88503-6
- ルイス・キャロル著 サルバドール・ダリ作画『Alice's Adventures in Wonderland150 Anv Edition』ISBN 978-0691170022